# Seventh Fleet
Seventh Fleet est un jeu vidéo de type wargame publié par Simulations Canada à partir de 1986 sur Apple II et Commodore 64,. Le jeu simule, au niveau opérationnel, des combats navals dans l’océan Pacifique en 1995,. Comme les autres jeux du studio, le jeu ne propose pas de graphismes et repose uniquement sur une interface textuelle combinée avec un plateau de jeu et des pions inclus dans son packaging. Le joueur y commande les flottes américaines ou soviétiques, composées de frégates, de croiseurs, de destroyer, de cuirassé et de porte-avions. 